# Buče (Kozje, Slovenija)
Buče je naselje u slovenskoj Općini Kozju. Buče se nalazi u pokrajini Štajerskoj i statističkoj regiji Savinjskoj. 

## Stanovništvo
Prema popisu stanovništva iz 2002. godine naselje je imalo 145 stanovnika.